# Jenő Dulovits

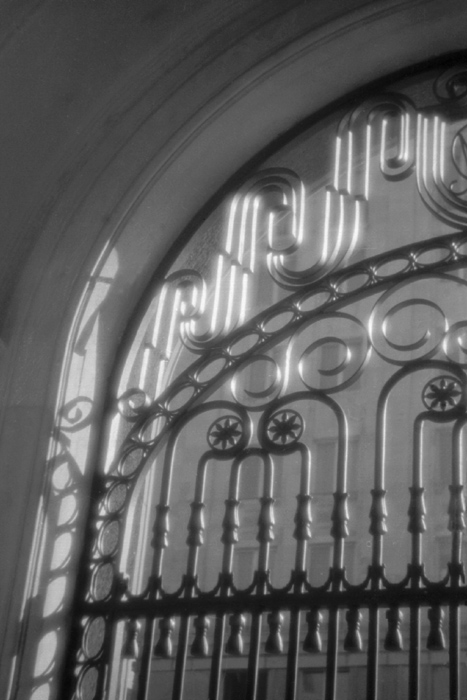
Fotografia przy użyciu nasadki „Duto” z roku 1955

Jenő Dulovits (ur. 22 czerwca 1903 w Budapeszcie, zm. 24 lipca 1972 tamże) – węgierski fotografik, operator filmowy, konstruktor sprzętu fotograficznego.
Z wykształcenia był nauczycielem. Specjalizował się w fotografii małoobrazkowej, posługiwał się przeważnie aparatem dalmierzowym Contax. 
Opracował technologię obróbki błon małoobrazkowych, pozwalającą na pokonanie znacznych kontrastów, m.in. przy zdjęciach pod światło. Stosował wywoływacz, zawierający 4,8 g metolu, 90 g bezwodnego siarczynu sodu, 6,4 g pirosiarczynu potasu i 800 ml wody (dopełnić do 1000 ml). Taki wywoływacz pozwalał na obfite naświetlanie, zapewniające ujawnienie szczegółów w cieniach, a jednocześnie zaczerniał światła na tyle, że pozostawały w negatywie prześwitujące, nie gubiąc szczegółów w światłach. Zaświetlone końcówki błon negatywowych prześwitywały brązowo.
Jenő Dulovits był (wraz z Miklosem Tóthem) w roku 1932 wynalazcą nasadki na obiektyw Duto, tworzącej wokół najjaśniejszych punktów świetliste aureole, podobnie jak w przypadku obiektywów miękkorysujących. Nasadki te stanowiły płaskie szkła z wytrawionymi koncentrycznymi pierścieniami. Podobne nasadki produkowane są również obecnie. Zastępują specjalne obiektywy miękkorysujące, jak np. „Imagon” firmy Rodenstock.
We współpracy z budapeszteńskimi zakładami optycznymi Gamma skonstruował najpierw aparat małoobrazkowy na format 24x32 mm (mniejszy od standardowego 24x36 mm), z celownikiem lunetkowym Dufo, a potem lustrzankę jednoobiektywową ze zwierciadłem samopowrotnym, przesłoną automatyczną i celownikiem porro (nie pentagonalnym) nazwaną Duflex, opatentowaną 23 sierpnia 1943. Ze względu na warunki wojenne, aparaty te weszły do produkcji małoseryjnej w zakładach optycznych MOM dopiero w roku 1947. 